# Wenzel von Wurm

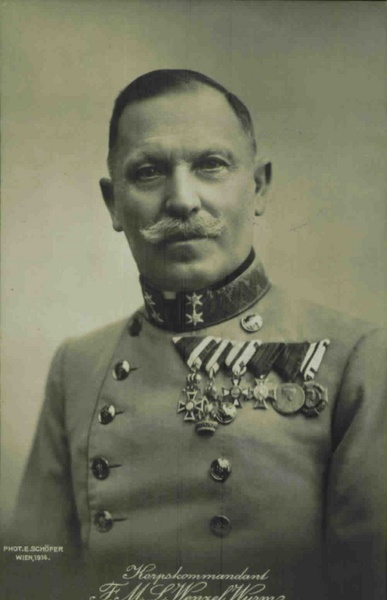
Generaloberst Wurm como comandante del 1º Ejército del Isonzo.

Wenzel Freiherr von Wurm (Karlín [Praga], 27 de febrero de 1859 - Viena, 21 de marzo de 1921) fue un Coronel General en el Ejército austrohúngaro.

## Biografía
Nació el 27 de febrero de 1859 como hijo de un Oberleutnant del Ejército austrohúngaro. Entró en el ejército en 1875 y para 1914 se había convertido en Teniente-Mariscal de Campo y comandante del XVI Cuerpo de Ejército en Ragusa (hoy Dubrovnik).
Ascendido a Feldzeugmeister, participó con el XVI Cuerpo, como parte del 6º Ejército en el desastroso ataque a Serbia de 1914. El comandante general Oskar Potiorek asumió toda la culpa del fracaso, pero von Wurm se ganó la reputación de comandante despiadado sin consideración por sus tropas.
Cuando Italia declaró la guerra a Austria-Hungría el 23 de mayo de 1915, von Wurm y su XVI Cuerpo fueron enviados a detener el avance italiano. Contradiciendo órdenes, posicionó a su Cuerpo a lo largo del río Isonzo. Su presencia allí resultó ser crucial para detener cuatro ataques consecutivos italianos. En agosto de 1917, recibió la Cruz de Caballero de la Orden Militar de María Teresa, y fue ennoblecido como "Freiherr von".
Promovido a Generaloberst, recibió el mando del 1º Ejército del Isonzo, y participó en la exitosa Batalla de Caporetto. Como comandante del 5º Ejército (o Ejército del Isonzo) a partir del 6 de enero de 1918, luchó en la Batalla del río Piave y la Batalla final de Vittorio Veneto.
Se retiró el 1 de diciembre de 1918 y murió tres años más tarde en Viena el 21 de marzo de 1921.